# Upovac
Upovac (en cyrillique : Upovac) est un village de Bosnie-Herzégovine. Il est situé dans la municipalité de Visoko, dans le canton de Zenica-Doboj et dans la fédération de Bosnie-et-Herzégovine. Selon les premiers résultats du recensement bosnien de 2013, il compte 530 habitants.

## Démographie

### Évolution historique de la population dans la localité
| 1948 | 1953 | 1961 | 1971 | 1981 | 1991 | 2013 |
| ---- | ---- | ---- | ---- | ---- | ---- | ---- |
| -    | -    | 301  | 372  | 469  | 498  | 530  |

|  |

### Répartition de la population par nationalités (1991)
En 1991, les 498 habitants du village étaient tous Musulmans (bosniaques).